# 472
Năm 472 là một năm trong lịch Julius.